# Katherine Sebov
Katherine Sebov (Toronto, 5 gennaio 1999) è una tennista canadese.

## Carriera
Katherine Sebov ha vinto 5 titoli in singolare e 1 titolo in doppio nel circuito ITF in carriera. Il 10 aprile 2023 ha raggiunto il best ranking mondiale nel singolare, nr 136; il 27 maggio 2019 ha raggiunto il miglior piazzamento mondiale nel doppio, nr 433.

## Statistiche ITF

### Singolare

#### Vittorie (5)
| Torneo $100.000 (0) |
| Torneo $80.000 (0)  |
| Torneo $60.000 (2)  |
| Torneo $40.000 (0)  |
| Torneo $25.000 (3)  |
| Torneo $15.000 (0)  |

| N. | Data             | Torneo                                            | Superficie  | Avversaria in finale | Score           |
| 1. | 28 ottobre 2018  | National Bank Challenger Saguenay, Saguenay       | Cemento (i) | Quirine Lemoine      | 7–6(10), 7–6(4) |
| 2. | 24 dicembre 2022 | Eves Open, Tauranga                               | Cemento     | Michaela Bayerlová   | 6-0, 6-4        |
| 3. | 5 marzo 2023     | Toronto Women's, Toronto                          | Cemento (i) | Himeno Sakatsume     | 6-4, 7-6(4)     |
| 4. | 22 ottobre 2023  | Challenger Banque Nationale de Saguenay, Saguenay | Cemento     | Fanny Stollár        | 6-4, 6-4        |
| 5. | 12 gennaio 2025  | Germain BMW of Naples, Naples                     | Terra verde | Jessica Pieri        | 6-2, 6-0        |

#### Sconfitte (7)
| Torneo $100.000 (1) |
| Torneo $80.000 (0)  |
| Torneo $60.000 (2)  |
| Torneo $40.000 (0)  |
| Torneo $25.000 (4)  |
| Torneo $15.000 (0)  |

| N. | Data            | Torneo                                                     | Superficie  | Avversaria in finale | Score               |
| 1. | 30 luglio 2017  | Challenger Banque Nationale de Granby, Granby              | Cemento     | Cristiana Ferrando   | 2-6, 3-6            |
| 2. | 18 marzo 2018   | Fuji Yakuhin Cup, Toyota                                   | Cemento     | Dejana Radanović     | 4-6, 6-3, 4-6       |
| 3. | 23 giugno 2019  | Figueira da Foz International Ladies Open, Figueira da Foz | Cemento     | İpek Soylu           | 7–6(2), 6(5)-7, 3-6 |
| 4. | 14 luglio 2019  | Saskatoon Women's, Saskatoon                               | Cemento     | Maddison Inglis      | 4-6, 6-2, 4-6       |
| 5. | 23 gennaio 2022 | Magic Tours, Monastir                                      | Cemento     | Han Na-lae           | 3-6, 2-6            |
| 6. | 23 ottobre 2022 | Challenger Banque Nationale de Saguenay, Saguenay          | Cemento (i) | Karman Thandi        | 6-3, 4-6, 3-6       |
| 7. | 23 luglio 2023  | Championnats de Granby, Granby                             | Cemento     | Kayla Day            | 4-6, 6-2, 5-7       |

### Doppio

#### Vittorie (1)
| Torneo $100.000 (0) |
| Torneo $80.000 (0)  |
| Torneo $60.000 (0)  |
| Torneo $40.000 (0)  |
| Torneo $25.000 (1)  |
| Torneo $15.000 (0)  |

| N. | Data            | Torneo                                      | Superficie    | Compagna        | Avversarie in finale               | Punteggio |
| 1. | 4 dicembre 2021 | Jablonec nad Nisou Open, Jablonec nad Nisou | Sintetico (i) | Maja Chwalińska | Lucie Havlíčková Linda Klimovičová | 7-5, 6-4  |